# Didymoglossum lorencei
Didymoglossum lorencei là một loài dương xỉ trong họ Hymenophyllaceae. Loài này được Tardieu Ebihara & Dubuisson mô tả khoa học đầu tiên năm 2006.